# Marie Frachebois
Marie Frachebois, née le 26 juillet 1984 à Besançon, est une athlète française, spécialiste du saut à la perche.
Elle est sacrée championne de France du saut à la perche en 2006.